# En komikers uppväxt (TV-serie)
En komikers uppväxt är en svensk miniserie i tre delar från 1992. 

## Handling
Serien utspelar sig i en förort till Stockholm under 1970-talet, Sävbyholm. Till ytan verkar Sävbyholm vara ett fridfullt ställe där familjer kan bo och barn växa upp. Men under ytan döljer sig många problem som mobbning och svek.
Juha Lindström går i sjätte klass. Han är klassens clown och drar ofta roliga historier eller spelar upp sketcher under roliga timmen. Hans bästa vän är Jenny, en utstött flicka som han bara umgås med utanför skolan. I skolan umgås Juha helst med de tuffa grabbarna, och han försöker ständigt få dem att acceptera honom som en i gänget.

## Om serien
Serien är baserad på boken med samma namn av Jonas Gardell. Gardell har även skrivit manus.
Regissör var Jonas Cornell.

## Rollista i urval
- David Boati - Juha
- Björn Kjellman - Juha som vuxen
- Johanna Mork - Jenny
- Görel Crona - Jenny som vuxen
- Janina Berman - Ritva
- Johan Rabaeus - Bengt
- Karin Hagås - Marianne
- David Fornander - Thomas
- Helena Kallenbäck - fröken Karsk
- Per Eggers - Grannen
- Pia Johansson - Lärarinnan
- Gunilla Röör - Gympaläraren
- Victor Lindfors - Stefan
- Jakob Eklund - Stefan som vuxen
- Ola Hedén - Lennart